# Manda-Inakir
Le Manda-Inakir est un système de fissures volcaniques situé à la frontière entre Djibouti et l'Éthiopie.
La dernière éruption a eu lieu en 1928.